# Фродо Багинс
Фродо Багинс (енгл. Frodo Baggins) је лик из Толкинове митологије. Појављује се у књигама Господар прстенова, Силмарилион и Незавршене приче.
Фродо је у Толкиновим књигама Хобит из Округа, као и Носилац Прстена у Рату за Прстен.
Фродо Багинс, хобит из Округа, постао је једна од најславнијих личности у историји Средње земље када је на себе преузео задатак да уништи Сауронов Прстен, што би довело и до уништења самог непријатеља. Фродо је успео да однесе Прстен до Уклете Планине/Планине Усуда, дубоко у непријатељској земљи Мордор и да га уништи, упркос свим опасностима кроз које је прошао и великој личној жртви, доказујући се као херој раван најславнијим ратницима.

## Лик Фрода Багинса
Фродо Багинс је нећак и духовни наследник Билба Багинса. Он функционално допуњује лик „најпознатијег” Хобита. Фродо је прво био чувар, а затим уништитељ Јединог прстена, наследник не само имовине, већ и мисије свог ујака Билба. Генеза лика одређена је сродношћу са митом, фолклором, легендама, али се могу видети и књижевне асоцијације. За разлику од традиционалног митског јунака, који се бори да освоји културни објекат, Фродо га уништава. Одустајући од апсолутне моћи, Фродо остаје јунак-трагач, који проналази смисао живота у потрази за истином. Прича Фрода почиње на дан када је напунио 33 године („цвет младости” за Хобите; Билбо Багинс је истог дана напунио 111 година, што је озбиљна, али не и дубока старост).